# 콘스탄차주

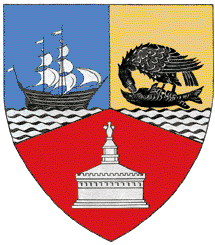
주 문장

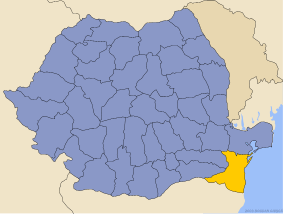
콘스탄차 주의 위치

콘스탄차주(루마니아어: Judeţul Constanţa)는 루마니아 남동부 도브루자 지방에 위치한 주로, 주도는 콘스탄차이며 면적은 7,071km2, 인구는 715,151명(2002년 기준), 인구 밀도는 101명/km2, ISO 3166-2 코드는 RO-CT이다. 동쪽으로는 흑해, 서쪽으로는 컬러라시 주와 이알로미차 주, 북쪽으로는 툴체아 주와 브러일라 주, 남쪽으로는 불가리아 도브리치 주, 실리스트라 주와 접하며 3개 시와 9개 마을, 58개 지방 자치체를 관할한다.

## 인구
주 인구는 715,151명(2002년 인구 조사 기준)이며 인구 밀도는 101명/km2이다. 주 전체 인구 가운데 75%가 도시에 거주하며 이는 루마니아 국내 평균치보다 높은 비율이다. 최근의 인구 동향은 다음과 같다.
| 연도   | 주 인구   |
| ------ | --------- |
| 1996년 | 747,122명 |
| 2000년 | 746,988명 |
| 2002년 | 715,151명 |

루마니아인이 주 전체 인구의 다수를 차지한다. 과거 오스만 제국의 지배를 받았기 때문에 튀르키예인과 타타르인 공동체가 존재하며 현재는 루마니아에 거주하는 무슬림들의 중심지로 여겨진다. 아로마니아인은 대부분 도브루자 지방으로 이주한 사람들인데 이들은 자신을 소수 민족으로 분류하지 않고 문화적 소수파로 분류한다. 그 외의 민족으로는 로마인이 있다.
| 민족       | 1880년         | 2002년          |
| ---------- | -------------- | --------------- |
| 합계       | 64,902명       | 715,151명       |
| 루마니아인 | 14,884명 (23%) | 652,777명 (91%) |
| 터키인     | 14,947명 (23%) | 24,246명 (3.4%) |
| 타타르인   | 22,854명 (35%) | 23,230명 (3.2%) |
| 불가리아인 | 7,919명 (12%)  | 74명 (0.01%)    |
| 그리스인   | 2,607명 (4%)   | 590명 (0.08%)   |
| 로마인     | <100명 (<0.1%) | 6,023명 (0.84%) |